# دوروثي براكستون
دوروثي براكستون (بالإنجليزية: Dorothy Braxton)‏ هي صحفية نيوزيلندية، ولدت في 1 أغسطس 1927، وتوفيت في 3 سبتمبر 2014.